# Demokratska stranka Slovenije
Demokratická strana Slovinska (Demokratska stranka Slovenije; DS) je slovinská neparlamentní středová politická strana. Strana vznikla v roce 1994, kdy původní Demokratickou stranu (Demokratska stranka) opustila skupina kolem Dimitrije Rupela, která přešla do Liberální demokracie Slovinska. Zbývající členové DS se rozhodli zůstat v opozici a pokračovat v odkazu Demokratické strany.

## Vývoj strany
Demokratická strana byla založena v říjnu 1991 jako výsledek rozdělení Slovinského demokratického svazu. V květnu 1992 vstoupila strana do koalice Janeze Drnovšeka. Demokratická strana měla ve vládě tři ministry: Igora Bavčara (vnitro), Dimitrije Rupela (zahraniční věci) a Jelko Kacina (informace).
Ve volbách v roce 1992 získala strana 5,01 % hlasů a šest mandátů ve Státním shromáždění. V roce 1994 se většina členů strany a tři ze šesti poslanců rozhodli připojit k Liberální demokracii Slovinska. Zbytek členů se rozhodl opětovně založit Demokratickou stranu a pokračovat v politické aktivitě. V roce 1996 strana získala 3,3 % hlasů, což na získání mandátu ve Státním shromáždění nestačilo. V roce 2007 strana podepsala dohodu o spolupráci se Sociálními demokraty.

## Zástupci strany

### Předsedové a předsedkyně
- Dimitrij Rupel (1991–1994)
- Tone Peršak (1994–1999)
- mag. Miro Macher (1999–2000)
- Mihael Jurak (od 2000)